# Sukhoi Su-26
Sukhoi Su-26 là một máy bay biểu diễn nhào lộn trên không một chỗ của Liên Xô trước đây, động cơ của nó là loại động cơ chuyển động thuận nghịch xuyên tâm. Su-26 có cánh thẳng và khung máy bay cố định được gắn vào chính giữa, hộp số chính gắn trên một cung titanium cứng. Sukhoi Su-26 bay lần đầu tiên vào tháng 6-1984, mẫu gốc có 2 cánh quạt ở mũi. Việc sản xuất được chuyển đến loại Su-26M, với những cánh đuôi đã được cải tiến và 3 cánh quạt. Những cải tiến hơn nữa đã được thực hiện, và model này đã giành chiến thắng trong cả giải nam và nữ tại Giải vô địch nhào lộn trên không thế giới năm 1986. Su-26 được các chuyên gia đánh giá là một trong những máy bay nhào lộn trên không tốt nhất trên thế giới. Vào những năm 1990, nó được xuất khẩu tới Argentina. Phiên bản sửa đổi Su-26M3 với động cơ M9F 430 mã lực mới đã thống trị tại Giải vô địch nhào lộn trên không 2003 và 2005, cũng như Giải vô địch châu Âu 2004.

## Thông số kỹ thuật Su-26)
Dữ liệu 

### Đặc điểm riêng
- Phi đoàn: 1
- Chiều dài: 6.83 m (22 ft 5 in)
- Sải cánh: 7.80 m (25 ft 7 in)
- Chiều cao: 2.89 m (9 ft 6 in)
- Diện tích cánh: 11.83 m² (127 ft²)
- Trọng lượng rỗng: 736 kg (1619 lb)
- Trọng lượng cất cánh: n/a
- Trọng lượng cất cánh tối đa: 1206 kg (2653 lb)
- Động cơ: 1× Vedeneyev M-14P, 270 kW (360 hp)

### Hiệu suất bay
- Vận tốc cực đại: 450 km/h (281 mph)
- Vận tốc hành trình: 310 km/h (193 mph)
- Tầm bay: 800 km (500 mi)
- Trần bay: 4.000 m (12.120 ft)
- Vận tốc lên cao: 18 m/s (3.543 ft/min)
- Lực nâng của cánh: n/a
- Lực đẩy/trọng lượng: n/a

## Nội dung liên quan

### Máy bay có cùng sự phát triển
- Sukhoi Su-29
- Sukhoi Su-31

### Máy bay có tính năng tương đương
- Yakovlev Yak-50
- Yakovlev Yak-54
- Yakovlev Yak-55
- Extra 300